# Magyar országos rekordok listája 400 méteres vegyesúszásban
Ez a lista a 400 méteres vegyesúszásban elért felnőtt magyar csúcsokat tartalmazza.

## Hosszú pálya

### Férfiak
| A férfi 400 méteres vegyesúszás magyar csúcsai (50 méteres medence) | A férfi 400 méteres vegyesúszás magyar csúcsai (50 méteres medence) | A férfi 400 méteres vegyesúszás magyar csúcsai (50 méteres medence) | A férfi 400 méteres vegyesúszás magyar csúcsai (50 méteres medence) | A férfi 400 méteres vegyesúszás magyar csúcsai (50 méteres medence) | A férfi 400 méteres vegyesúszás magyar csúcsai (50 méteres medence) | A férfi 400 méteres vegyesúszás magyar csúcsai (50 méteres medence) | A férfi 400 méteres vegyesúszás magyar csúcsai (50 méteres medence) |
| Idő                                                                 | Név                                                                 | Egyesület                                                           | Dátum                                                               | Helyszín                                                            | Esemény                                                             | Megjegyzés                                                          | Forrás                                                              |
| ------------------------------------------------------------------- | ------------------------------------------------------------------- | ------------------------------------------------------------------- | ------------------------------------------------------------------- | ------------------------------------------------------------------- | ------------------------------------------------------------------- | ------------------------------------------------------------------- | ------------------------------------------------------------------- |
| 5:38,7                                                              | Kettesy Gusztáv                                                     | Bp. Honvéd                                                          | 1953. 04. 24.                                                       | Budapest, Magyarország                                              |                                                                     | 33 méteres medence                                                  | [ 1 ] [ 2 ]                                                         |
| 5:32,1                                                              | Kettesy Gusztáv                                                     | Bp. Honvéd                                                          | 1953. 07. 26.                                                       | Budapest, Magyarország                                              | magyar bajnokság                                                    |                                                                     | [ 1 ] [ 3 ]                                                         |
| 5:25,2                                                              | Várszegi Lajos                                                      | FTC                                                                 | 1959. 08. 28.                                                       | Budapest, Magyarország                                              | magyar bajnokság                                                    |                                                                     | [ 1 ] [ 4 ]                                                         |
| 5:18,7                                                              | Várszegi Lajos                                                      | FTC                                                                 | 1960. 07. 05.                                                       | Budapest, Magyarország                                              | vegyesúszó-bajnokság                                                |                                                                     | [ 1 ] [ 5 ]                                                         |
| 5:16,6                                                              | Katona József                                                       | Egri Dózsa                                                          | 1962. 05. 06.                                                       | Budapest, Magyarország                                              | A Vasas versenye                                                    |                                                                     | [ 1 ] [ 6 ]                                                         |
| 5:11,8                                                              | Katona József                                                       | Egri Dózsa                                                          | 1962. 08. 04.                                                       | Budapest, Magyarország                                              | csapatbajnokság                                                     |                                                                     | [ 1 ] [ 7 ]                                                         |
| 5:07,1                                                              | Ali Csaba                                                           | Egri Dózsa                                                          | 1963. 09. 21.                                                       | Budapest, Magyarország                                              | magyar bajnokság                                                    |                                                                     | [ 1 ] [ 8 ]                                                         |
| 5:05,7                                                              | Kosztolánczy György                                                 | Újpesti Dózsa                                                       | 1964. 06. 27.                                                       | Budapest, Magyarország                                              | magyar bajnokság                                                    |                                                                     | [ 1 ] [ 9 ]                                                         |
| 5:04,8                                                              | Kosztolánczy György                                                 | Újpesti Dózsa                                                       | 1964. 08. 08.                                                       | Budapest, Magyarország                                              | magyar–svéd viadal                                                  |                                                                     | [ 1 ] [ 10 ]                                                        |
| 5:03,9                                                              | Ali Csaba                                                           | Egri Dózsa                                                          | 1964. 08. 22.                                                       | Budapest, Magyarország                                              | csapatbajnokság                                                     |                                                                     | [ 1 ] [ 11 ]                                                        |
| 4:57,9                                                              | Kosztolánczy György                                                 | Újpesti Dózsa                                                       | 1964. 09. 12.                                                       | Budapest, Magyarország                                              | magyar–francia viadal                                               |                                                                     | [ 1 ] [ 12 ]                                                        |
| 4:55,5                                                              | Lázár Péter                                                         | FTC                                                                 | 1968. 07. 14.                                                       | Budapest, Magyarország                                              | magyar–brit viadal                                                  |                                                                     | [ 13 ] [ 14 ]                                                       |
| 4:53,3                                                              | Lázár Péter                                                         | FTC                                                                 | 1969. 04. 04.                                                       | Kecskemét, Magyarország                                             | nemzetközi verseny                                                  |                                                                     | [ 13 ] [ 15 ]                                                       |
| 4:52,0                                                              | Borlói Mátyás                                                       | Újpesti Dózsa                                                       | 1969. 08. 10.                                                       | Budapest, Magyarország                                              | magyar bajnokság                                                    |                                                                     | [ 13 ] [ 16 ]                                                       |
| 4:48,2                                                              | Hargitay András                                                     | KSI                                                                 | 1970. 08. 21.                                                       | Budapest, Magyarország                                              | magyar bajnokság                                                    |                                                                     | [ 13 ] [ 17 ]                                                       |
| 4:45,4                                                              | Hargitay András                                                     | KSI                                                                 | 1970. 09. 08.                                                       | Barcelona, Spanyolország                                            | Európa-bajnokság                                                    | hatodik a döntőben                                                  | [ 13 ] [ 18 ]                                                       |
| 4:40,6                                                              | Hargitay András                                                     | KSI                                                                 | 1971. 04. 11.                                                       | Kecskemét, Magyarország                                             | NSZK-svéd-magyar viadal                                             |                                                                     | [ 13 ] [ 19 ]                                                       |
| 4:39,4                                                              | Hargitay András                                                     | KSI                                                                 | 1972. 04. 22.                                                       | Leeds, Egyesült Királyság                                           | brit–magyar viadal                                                  |                                                                     | [ 13 ] [ 20 ]                                                       |
| 4:38,9                                                              | Hargitay András                                                     | KSI                                                                 | 1972. 07. 29.                                                       | Budapest, Magyarország                                              | junior magyar bajnokság                                             |                                                                     | [ 13 ] [ 21 ]                                                       |
| 4:37,8                                                              | Hargitay András                                                     | KSI                                                                 | 1972. 08. 12.                                                       | Budapest, Magyarország                                              | ifjúsági magyar bajnokság                                           |                                                                     | [ 13 ] [ 22 ]                                                       |
| 04:37,51                                                            | Hargitay András                                                     | KSI                                                                 | 1972. 08. 30.                                                       | München, NSZK                                                       | olimpiai játékok                                                    | a selejtezőben                                                      | [ 13 ] [ 23 ]                                                       |
| 04:32,70                                                            | Hargitay András                                                     | KSI                                                                 | 1972. 08. 30.                                                       | München, NSZK                                                       | olimpiai játékok                                                    | harmadik hely                                                       | [ 13 ] [ 23 ]                                                       |
| 04:31,11                                                            | Hargitay András                                                     | KSI                                                                 | 1973. 09. 05.                                                       | Belgrád, Jugoszlávia                                                | világbajnokság                                                      | Európa-csúcs                                                        | [ 24 ] [ 25 ]                                                       |
| 04:28,89                                                            | Hargitay András                                                     | KSI                                                                 | 1974. 08. 20.                                                       | Bécs, Ausztria                                                      | Európa-bajnokság                                                    | világcsúcs                                                          | [ 26 ] [ 27 ]                                                       |
| 04:26,00                                                            | Verrasztó Zoltán                                                    | KSI                                                                 | 1976. 04. 02.                                                       | Long Beach, USA                                                     | Amerikai bajnokság                                                  | világcsúcs                                                          | [ 28 ]                                                              |
| 04:25,57                                                            | Verrasztó Zoltán                                                    | Bp. Honvéd                                                          | 1980. 07. 27.                                                       | Moszkva, Szovjetunió                                                | olimpiai játékok                                                    | a selejtezőben                                                      | [ 29 ] [ 30 ]                                                       |
| 04:24,24                                                            | Verrasztó Zoltán                                                    | Bp. Honvéd                                                          | 1980. 07. 27.                                                       | Moszkva, Szovjetunió                                                | olimpiai játékok                                                    | harmadik hely                                                       | [ 29 ] [ 31 ]                                                       |
| 04:20,70                                                            | Darnyi Tamás                                                        | Újpesti Dózsa                                                       | 1985. 08. 07.                                                       | Szófia, Bulgária                                                    | Európa-bajnokság                                                    | első hely                                                           | [ 32 ] [ 33 ]                                                       |
| 04:18,98                                                            | Darnyi Tamás                                                        | Újpesti Dózsa                                                       | 1986. 08. 18.                                                       | Madrid, Spanyolország                                               | világbajnokság                                                      | első hely                                                           | [ 34 ] [ 35 ]                                                       |
| 04:18,33                                                            | Darnyi Tamás                                                        | Újpesti Dózsa                                                       | 1987. 08. 19.                                                       | Strasbourg, Franciaország                                           | Európa-bajnokság                                                    | a selejtezőben                                                      | [ 36 ]                                                              |
| 04:15,42                                                            | Darnyi Tamás                                                        | Újpesti Dózsa                                                       | 1987. 08. 19.                                                       | Strasbourg, Franciaország                                           | Európa-bajnokság                                                    | világcsúcs                                                          | [ 37 ] [ 36 ]                                                       |
| 04:14,75                                                            | Darnyi Tamás                                                        | Újpesti Dózsa                                                       | 1988. 09. 21.                                                       | Szöul, Dél-Korea                                                    | olimpiai játékok                                                    | világcsúcs                                                          | [ 38 ] [ 39 ]                                                       |
| 04:12,36                                                            | Darnyi Tamás                                                        |                                                                     | 1991. 01. 08.                                                       | Perth, Ausztrália                                                   | világbajnokság                                                      | világcsúcs                                                          | [ 40 ]                                                              |
| 04:10,79                                                            | Cseh László                                                         | Bp. Spartacus                                                       | 2003. 07. 27.                                                       | Barcelona, Spanyolország                                            | világbajnokság                                                      | Európa-csúcs                                                        | [ 41 ]                                                              |
| 04:10,10                                                            | Cseh László                                                         | Kőbánya SC                                                          | 2005. 06. 07.                                                       | Canet-en-Roussillon, Franciaország                                  | Mare Nostrum                                                        | Európa-csúcs                                                        | [ 42 ]                                                              |
| 04:09,63                                                            | Cseh László                                                         | Kőbánya SC                                                          | 2005. 07. 31.                                                       | Montréal, Kanada                                                    | világbajnokság                                                      | Európa-csúcs                                                        | [ 43 ]                                                              |
| 04:09,59                                                            | Cseh László                                                         | Kőbánya SC                                                          | 2008. 03. 24.                                                       | Eindhoven, Hollandia                                                | Európa-bajnokság                                                    | Európa-csúcs                                                        | [ 44 ]                                                              |
| 04:07,96                                                            | Cseh László                                                         | Kőbánya SC                                                          | 2008. 06. 14.                                                       | Canet-en-Roussillon, Franciaország                                  | Mare Nostrum                                                        | Európa-csúcs                                                        | [ 45 ]                                                              |
| 04:06,16                                                            | Cseh László                                                         | Kőbánya SC                                                          | 2008. 08. 10.                                                       | Peking, Kína                                                        | olimpiai játékok                                                    | Európa-csúcs                                                        | [ 46 ]                                                              |

### Nők
| A Női 400 méteres vegyesúszás magyar csúcsai (50 méteres medence)                                                    | A Női 400 méteres vegyesúszás magyar csúcsai (50 méteres medence) | A Női 400 méteres vegyesúszás magyar csúcsai (50 méteres medence) | A Női 400 méteres vegyesúszás magyar csúcsai (50 méteres medence) | A Női 400 méteres vegyesúszás magyar csúcsai (50 méteres medence) | A Női 400 méteres vegyesúszás magyar csúcsai (50 méteres medence) | A Női 400 méteres vegyesúszás magyar csúcsai (50 méteres medence) | A Női 400 méteres vegyesúszás magyar csúcsai (50 méteres medence) |
| Idő | Név                                                               | Egyesület                                                         | Dátum                                                             | Helyszín                                                          | Esemény                                                           | Megjegyzés                                                        | Forrás                                                            |
| --- | ----------------------------------------------------------------- | ----------------------------------------------------------------- | ----------------------------------------------------------------- | ----------------------------------------------------------------- | ----------------------------------------------------------------- | ----------------------------------------------------------------- | ----------------------------------------------------------------- |
| 6:10,6 | Székely Éva                                                       | Bp. Lokomotiv                                                     | 1953. 04. 08.                                                     | Budapest, Magyarország                                            |                                                                   |                                                                   | [ 1 ] [ 47 ]                                                      |
| 5:50,4 | Székely Éva                                                       | Bp. Lokomotiv                                                     | 1953. 04. 10.                                                     | Budapest, Magyarország                                            | csúcskisérlet                                                     | 33 méteres medence                                                | [ 1 ] [ 48 ]                                                      |
| 5:40,8 | Székely Éva                                                       | Bp. Lokomotiv                                                     | 1955. 07. 13.                                                     | Budapest, Magyarország                                            | csúcskisérlet                                                     | 25 méteres medence                                                | [ 1 ] [ 49 ]                                                      |
| 1957. május 1-től csak az 50 méteres medencében elért eredményeket hitelesítik rekordként. A rekord szintidő: 5:59,0 |                                                                   |                                                                   |                                                                   |                                                                   |                                                                   |                                                                   |                                                                   |
| 5:54,4 | Egerváry Márta                                                    | FTC                                                               | 1960. 07. 05.                                                     | Budapest, Magyarország                                            | magyar vegyesúszó-bajnokság                                       |                                                                   | [ 1 ] [ 51 ]                                                      |
| 5:50,6 | Egerváry Márta                                                    | FTC                                                               | 1961. 08. 26.                                                     | Budapest, Magyarország                                            | A Budai Spartacus versenye                                        |                                                                   | [ 1 ] [ 52 ]                                                      |
| 5:44,6 | Egerváry Márta                                                    | FTC                                                               | 1962. 05. 05.                                                     | Budapest, Magyarország                                            |                                                                   |                                                                   | [ 1 ] [ 53 ]                                                      |
| 5:36,3 | Egerváry Márta                                                    | FTC                                                               | 1962. 06. 03.                                                     | Budapest, Magyarország                                            | a VTSK és versenye                                                |                                                                   | [ 1 ] [ 54 ]                                                      |
| 5:33,3 | Egerváry Márta                                                    | FTC                                                               | 1962. 08. 25.                                                     | Lipcse, NDK                                                       | Európa-bajnokság                                                  | harmadik hely                                                     | [ 1 ] [ 55 ]                                                      |
| 5:31,3 | Turóczy Judit                                                     | BVSC                                                              | 1969. 06. 22.                                                     | Budapest, Magyarország                                            | Hajós Alfréd-emlékverseny                                         |                                                                   | [ 13 ]                                                            |
| 5:25,4 | Kaczander Ágnes                                                   | Bp. Spartacus                                                     | 1970. 07. 23.                                                     | Budapest, Magyarország                                            | Budapest-bajnokság                                                |                                                                   | [ 13 ] [ 56 ]                                                     |
| 5:25,1 | Kaczander Ágnes                                                   | Bp. Spartacus                                                     | 1971. 04. 10.                                                     | Kecskemét, Magyarország                                           | magyar-NSZK-svéd úszóviadal                                       |                                                                   | [ 13 ] [ 57 ]                                                     |
| 5:21,0 | Kiss Éva                                                          | Bp. Honvéd                                                        | 1971. 08. 06.                                                     | Budapest, Magyarország                                            | magyar bajnokság                                                  |                                                                   | [ 13 ] [ 58 ]                                                     |
| 5:20,5 | Kiss Éva                                                          | Bp. Honvéd                                                        | 1971. 08. 29.                                                     | Pozsony, Csehszlovákia                                            | Európa-kupa                                                       |                                                                   | [ 13 ] [ 59 ]                                                     |
| 5:18,5 | Kaczander Ágnes                                                   | Bp. Spartacus                                                     | 1972. 03. 18.                                                     | Budapest, Magyarország                                            | ellenőrző verseny                                                 |                                                                   | [ 13 ] [ 60 ]                                                     |
| 5:17,4 | Kaczander Ágnes                                                   | Bp. Spartacus                                                     | 1972. 04. 30.                                                     | Budapest, Magyarország                                            | magyar bajnokság                                                  |                                                                   | [ 13 ] [ 61 ]                                                     |
| 5:17,0 | Kiss Éva                                                          | Bp. Honvéd                                                        | 1973. 08. 03.                                                     | Budapest, Magyarország                                            | magyar bajnokság                                                  |                                                                   | [ 24 ] [ 62 ]                                                     |
| 05:14,99 | Kaczander Ágnes                                                   | Bp. Spartacus                                                     | 1974. 07. 19.                                                     | Budapest, Magyarország                                            | magyar bajnokság                                                  |                                                                   | [ 26 ]                                                            |
| 05:13,67 | Enst Ágnes                                                        | FTC                                                               | 1975. 08. 09.                                                     | Budapest, Magyarország                                            | ifjúsági magyar bajnokság                                         |                                                                   | [ 63 ] [ 64 ]                                                     |
| 05:09,11 | Verrasztó Gabriella                                               | KSI                                                               | 1975. 08. 18.                                                     | Lipcse, NDK                                                       | Ifjúsági Barátság Verseny                                         | első hely                                                         | [ 63 ] [ 65 ]                                                     |
| 05:08,36 | Verrasztó Gabriella                                               | KSI                                                               | 1976. 03. 20.                                                     | Kecskemét, Magyarország                                           | magyar bajnokság                                                  |                                                                   |                                                                   |
| 05:06,20 | Verrasztó Gabriella                                               | KSI                                                               | 1976. 04. 19.                                                     | Leeds, Egyesült Királyság                                         | Coca-Cola verseny                                                 |                                                                   | [ 66 ]                                                            |
| 05:05,50 | Fodor Ágnes                                                       | Eger                                                              | 1978. 03. 11.                                                     | Budapest, Magyarország                                            | Elektroimpex '78                                                  |                                                                   | [ 67 ] [ 68 ]                                                     |
| 05:01,95 | Verrasztó Gabriella                                               | KSI                                                               | 1978. 06. 25.                                                     | Róma, Olaszország                                                 | Settecoli                                                         |                                                                   | [ 67 ] [ 69 ]                                                     |
| 05:01,14 | Verrasztó Gabriella                                               | KSI                                                               | 1978. 07. 22.                                                     | Budapest, Magyarország                                            | Budapest-bajnokság                                                |                                                                   | [ 67 ] [ 70 ]                                                     |
| 04:57,76 | Gulyás Klára                                                      | Bp. Spartacus                                                     | 1979. 06. 15.                                                     | Róma, Olaszország                                                 | Settecoli                                                         |                                                                   | [ 71 ] [ 72 ]                                                     |
| 04:56,49 | Gulyás Klára                                                      | Bp. Spartacus                                                     | 1980. 08. 07.                                                     | Skövde, Svédország                                                | ifjúsági Európa-bajnokság                                         | első hely                                                         | [ 29 ] [ 73 ]                                                     |
| 04:55,24 | Gulyás Klára                                                      | Bp. Spartacus                                                     | 1981. 08. 07.                                                     | Budapest, Magyarország                                            | magyar bajnokság                                                  |                                                                   | [ 74 ] [ 75 ]                                                     |
| 04:53,66 | Gyúró Mónika                                                      | KSI                                                               | 1985. 03. 31.                                                     | Budapest, Magyarország                                            | serdülő magyar bajnokság                                          |                                                                   | [ 32 ] [ 76 ]                                                     |
| 04:52,00 | Gyúró Mónika                                                      | Bp. Honvéd                                                        | 1985. 07. 11.                                                     | Budapest, Magyarország                                            | magyar bajnokság                                                  |                                                                   | [ 32 ] [ 77 ]                                                     |
| 04:48,35 | Egerszegi Krisztina                                               | Bp. Spartacus                                                     | 1988. 03. 30.                                                     | Budapest, Magyarország                                            | Elektroimpex kupa                                                 |                                                                   | [ 38 ] [ 78 ]                                                     |
| 04:46,65 | Egerszegi Krisztina                                               | Bp. Spartacus                                                     | 1989. 03. 31.                                                     | Budapest, Magyarország                                            | Elektroimpex Kupa                                                 |                                                                   | [ 79 ] [ 80 ]                                                     |
| 04:45,52 | Egerszegi Krisztina                                               | Bp. Spartacus                                                     | 1989. 07. 26.                                                     | Leeds, Egyesült Királyság                                         | ifjúsági Európa-bajnokság                                         | első hely                                                         | [ 79 ] [ 81 ]                                                     |
| 04:44,75 | Egerszegi Krisztina                                               | Bp. Spartacus                                                     | 1989. 08. 15.                                                     | Bonn, Nyugat-Németország                                          | Európa-bajnokság                                                  | második hely                                                      | [ 79 ] [ 82 ]                                                     |
| 04:44,25 | Egerszegi Krisztina                                               | Bp. Spartacus                                                     | 1991. 07. 16.                                                     | Budapest, Magyarország                                            | magyar bajnokság                                                  |                                                                   | [ 83 ]                                                            |
| 04:43,22 | Egerszegi Krisztina                                               | Bp. Spartacus                                                     | 1991. 08. 20.                                                     | Athén, Görögország                                                | Európa-bajnokság                                                  | A selejtezőben                                                    | [ 84 ]                                                            |
| 04:39,78 | Egerszegi Krisztina                                               | Bp. Spartacus                                                     | 1991. 08. 20.                                                     | Athén, Görögország                                                | Európa-bajnokság                                                  | első hely                                                         | [ 84 ]                                                            |
| 04:38,30 | Egerszegi Krisztina                                               | Bp. Spartacus                                                     | 1992. 06. 21.                                                     | Budapest, Magyarország                                            | magyar bajnokság                                                  |                                                                   | [ 85 ]                                                            |
| 04:36,54 | Egerszegi Krisztina                                               | Bp. Spartacus                                                     | 1992. 07. 26.                                                     | Barcelona, Spanyolország                                          | olimpiai játékok                                                  | Első hely                                                         | [ 86 ]                                                            |
| 04:36,17 | Risztov Éva                                                       | Bp. Spartacus                                                     | 2002. 07. 29.                                                     | Berlin, Németország                                               | Európa-bajnokság                                                  | A döntőben                                                        | [ 87 ]                                                            |
| 04:33,88 | Hosszú Katinka                                                    | Bajai Spartacus                                                   | 2009. 05. 24.                                                     | Irvine, USA                                                       | Janet Evans Invitational                                          |                                                                   | [ 88 ]                                                            |
| 04:30,31 | Hosszú Katinka                                                    | Bajai Spartacus                                                   | 2009. 08. 02.                                                     | Róma, Olaszország                                                 | világbajnokság                                                    | Európa-csúcs                                                      | [ 89 ]                                                            |
| 04:29,89 | Hosszú Katinka                                                    | Vasas SC                                                          | 2016. 03. 04.                                                     | Marseille, Franciaország                                          | Golden Tour                                                       | Európa-csúcs                                                      | [ 90 ]                                                            |
| 04:28,58 | Hosszú Katinka                                                    | Vasas SC                                                          | 2016. 08. 06.                                                     | Rio de Janeiro, Brazília                                          | olimpiai játékok                                                  | Európa-csúcs                                                      | [ 91 ]                                                            |
| 04:26,36 | Hosszú Katinka                                                    | Vasas SC                                                          | 2016. 08. 06.                                                     | Rio de Janeiro, Brazília                                          | olimpiai játékok                                                  | világcsúcs                                                        | [ 92 ]                                                            |

## Rövid pálya

### Férfiak
| A férfi 400 méteres vegyesúszás magyar csúcsai (25 méteres medence) | A férfi 400 méteres vegyesúszás magyar csúcsai (25 méteres medence) | A férfi 400 méteres vegyesúszás magyar csúcsai (25 méteres medence) | A férfi 400 méteres vegyesúszás magyar csúcsai (25 méteres medence) | A férfi 400 méteres vegyesúszás magyar csúcsai (25 méteres medence) | A férfi 400 méteres vegyesúszás magyar csúcsai (25 méteres medence) | A férfi 400 méteres vegyesúszás magyar csúcsai (25 méteres medence) | A férfi 400 méteres vegyesúszás magyar csúcsai (25 méteres medence) |
| Idő                                                                 | Név                                                                 | Egyesület                                                           | Dátum                                                               | Helyszín                                                            | Esemény                                                             | Megjegyzés                                                          | Forrás                                                              |
| ------------------------------------------------------------------- | ------------------------------------------------------------------- | ------------------------------------------------------------------- | ------------------------------------------------------------------- | ------------------------------------------------------------------- | ------------------------------------------------------------------- | ------------------------------------------------------------------- | ------------------------------------------------------------------- |
| 4:13,36                                                             | Szabó József                                                        | Bp. Honvéd                                                          | 1985. 12. 15.                                                       | ’s-Hertogenbosch, Hollandia                                         | Európa-kupa                                                         |                                                                     | [ 93 ] [ 94 ]                                                       |
| ?                                                                   |                                                                     |                                                                     |                                                                     |                                                                     |                                                                     |                                                                     |                                                                     |
| 4:12,00                                                             | Darnyi Tamás                                                        | Rendészeti SE                                                       | 1992. 02. 01.                                                       | Párizs, Franciaország                                               | világkupa                                                           |                                                                     | [ 95 ]                                                              |
| 4:10,56                                                             | Cseh László                                                         | Bp. Spartacus                                                       | 2002. 12. 13.                                                       | Riesa, Németország                                                  | rövid pályás Eb                                                     |                                                                     | [ 96 ]                                                              |
| 4:08,96                                                             | Cseh László                                                         | Bp. Spartacus                                                       | 2002. 12. 13.                                                       | Riesa, Németország                                                  | rövid pályás Eb                                                     |                                                                     | [ 97 ]                                                              |
| 4:07,34                                                             | Cseh László                                                         | Bp. Spartacus                                                       | 2003. 12. 12.                                                       | Dublin, Írország                                                    | rövid pályás Eb                                                     |                                                                     |                                                                     |
| 4:04,10                                                             | Cseh László                                                         | Bp. Spartacus                                                       | 2003. 12. 12.                                                       | Dublin, Írország                                                    | rövid pályás Eb                                                     | Európa-csúcs                                                        | [ 98 ]                                                              |
| 4:03,96                                                             | Cseh László                                                         | Bp. Spartacus                                                       | 2004. 12. 10.                                                       | Bécs, Ausztria                                                      | rövid pályás Eb                                                     | Európa-csúcs                                                        | [ 99 ]                                                              |
| 4:00,37                                                             | Cseh László                                                         | Kőbánya SC                                                          | 2005. 12. 09.                                                       | Trieszt, Olaszország                                                | rövid pályás Eb                                                     | világcsúcs                                                          | [ 100 ]                                                             |
| 3:59,33                                                             | Cseh László                                                         | Kőbánya SC                                                          | 2007. 12. 14.                                                       | Debrecen, Olaszország                                               | rövid pályás Eb                                                     | világcsúcs                                                          | [ 101 ]                                                             |
| 3:57,27                                                             | Cseh László                                                         | Kőbánya SC                                                          | 2009. 12. 11.                                                       | Isztambul, Törökország                                              | rövid pályás Eb                                                     | világcsúcs                                                          | [ 102 ]                                                             |

### Nők
| A női 400 méteres vegyesúszás magyar csúcsai (25 méteres medence) | A női 400 méteres vegyesúszás magyar csúcsai (25 méteres medence) | A női 400 méteres vegyesúszás magyar csúcsai (25 méteres medence) | A női 400 méteres vegyesúszás magyar csúcsai (25 méteres medence) | A női 400 méteres vegyesúszás magyar csúcsai (25 méteres medence) | A női 400 méteres vegyesúszás magyar csúcsai (25 méteres medence) | A női 400 méteres vegyesúszás magyar csúcsai (25 méteres medence) | A női 400 méteres vegyesúszás magyar csúcsai (25 méteres medence) |
| Idő                                                               | Név                                                               | Egyesület                                                         | Dátum                                                             | Helyszín                                                          | Esemény                                                           | Megjegyzés                                                        | Forrás                                                            |
| ----------------------------------------------------------------- | ----------------------------------------------------------------- | ----------------------------------------------------------------- | ----------------------------------------------------------------- | ----------------------------------------------------------------- | ----------------------------------------------------------------- | ----------------------------------------------------------------- | ----------------------------------------------------------------- |
| 4:52,11                                                           | Walter Ildikó                                                     | Vasas SC                                                          | 1985.                                                             |                                                                   |                                                                   |                                                                   | [ 94 ]                                                            |
| 4:46,96                                                           | Egerszegi Krisztina                                               | Bp. Spartacus                                                     | 1988. 02. 06.                                                     | Párizs, Franciaország                                             |                                                                   |                                                                   | [ 103 ]                                                           |
| 4:43,32                                                           | Egerszegi Krisztina                                               | Bp. Spartacus                                                     | 1989. 01. ??.                                                     | Barcelona, Spanyolország                                          |                                                                   |                                                                   | [ 104 ]                                                           |
| 4:32,93                                                           | Risztov Éva                                                       | Bp. Spartacus                                                     | 2002. 12. 01.                                                     | Budapest, Magyarország                                            | Budapest-bajnokság                                                |                                                                   | [ 105 ]                                                           |
| 4:32,26                                                           | Risztov Éva                                                       | Bp. Spartacus                                                     | 2004. 12. 12.                                                     | Bécs, Ausztria                                                    | rövid pályás Eb                                                   |                                                                   | [ 106 ]                                                           |
| 4:32,10                                                           | Hosszú Katinka                                                    | Bajai Spartacus                                                   | 2007. 12. 16.                                                     | Debrecen, Magyarország                                            | rövid pályás Eb                                                   |                                                                   | [ 107 ]                                                           |
| 4:28,46                                                           | Jakabos Zsuzsanna                                                 | ANK Pécs                                                          | 2009. 12. 13.                                                     | Isztambul, Törökország                                            | rövid pályás Eb                                                   |                                                                   | [ 108 ]                                                           |
| 4:27,86                                                           | Jakabos Zsuzsanna                                                 | ANK Pécs                                                          | 2011. 12. 11.                                                     | Szczecin, Lengyelország                                           | rövid pályás Eb                                                   |                                                                   | [ 109 ]                                                           |
| 4:24,37                                                           | Hosszú Katinka                                                    | Bajai Spartacus                                                   | 2011. 12. 16.                                                     | Atlanta, USA                                                      | USA-Európa úszóviadal                                             |                                                                   | [ 110 ]                                                           |
| 4:23,91                                                           | Hosszú Katinka                                                    | Bajai Spartacus                                                   | 2012. 11. 25.                                                     | Chartres, Franciaország                                           | rövid pályás Eb                                                   |                                                                   | [ 111 ]                                                           |
| 4:22,18                                                           | Hosszú Katinka                                                    | Vasas SC                                                          | 2013. 08. 08.                                                     | Eindhoven, Hollandia                                              | világkupa                                                         | Európa-csúcs                                                      | [ 112 ]                                                           |
| 4:20,85                                                           | Hosszú Katinka                                                    | Vasas SC                                                          | 2013. 08. 11.                                                     | Berlin, Németország                                               | világkupa                                                         | világcsúcs                                                        | [ 113 ]                                                           |
| 4:20,83                                                           | Hosszú Katinka                                                    | Vasas SC                                                          | 2014. 08. 28.                                                     | Doha, Katar                                                       | világkupa                                                         | világcsúcs                                                        | [ 114 ]                                                           |
| 4:19,46                                                           | Hosszú Katinka                                                    | Vasas SC                                                          | 2015. 12. 02.                                                     | Netánja, Izrael                                                   | rövid pályás Eb                                                   | világcsúcs                                                        | [ 115 ]                                                           |